# Kukuła białolica
Kukuła białolica (Lepidogrammus cumingi) – gatunek ptaka z rodziny kukułkowatych (Cuculidae). Kontrastowo ubarwiony ptak o długości ciała wynoszącej 42 cm, występujący na terenach Filipin. Gatunek liczny, występujący głównie w lasach, niezagrożony wyginięciem. 

## Występowanie
Kukuła białolica występuje na obszarach wysp północnych Filipin: Luzonu, Marinduque oraz Catanduanes.

## Systematyka

### Taksonomia
Gatunek po raz pierwszy opisany naukowo przez L. Frasera w 1839 roku pod nazwą Phoenicophaus Cumingi na podstawie okazu przekazanego przez H. Cuminga. Opis ukazał się na łamach czasopisma „Proceedings of the Zoological Society of London”. Jako miejsce typowe holotypu autor wskazał wyspę Luzon należącą do Filipin. Jedyny przedstawiciel rodzaju Lepidogrammus utworzonego przez H.G.L. Reichenbacha w 1849 roku. Umieszczanie tego taksonu w monotypowym rodzaju opiera się głównie na fakcie, że u żadnego innego gatunku nie spotyka się charakterystycznych, łuskowatych piór znajdujących się na głowie. Jednakże analiza genetyczna sugeruje, że gatunek ten jest na tyle podobny do kukuły czerwonoczubej (Dasylophus superciliosus), że być może oba powinny należeć do tego samego rodzaju i wraz z kukułą grubodziobą (Rhamphococcyx calyorhynchus) stanowią grupę siostrzaną. Takson monotypowy, nie wyróżniono podgatunków.

### Etymologia
Nazwa rodzajowa jest połączeniem słów z języka greckiego: λεπις lepis, λεπιδος lepidos – „płatek, łuska” (λεπω lepō – „łuszczyć się”) oraz γραμμα gramma – „to, co jest narysowane, linie” (γραφω graphō – „pisać”). Epitet gatunkowy honoruje H. Cuminga (1791–1865), angielskiego naturalistę, kolekcjonera i konchiologa.

## Morfologia
Długość ciała 42 cm. Pozostałe dane przedstawia tabela (n = liczba badanych ptaków):
| Rozpiętość skrzydeł                         | Masa ciała                                         | Ogon                       | Dziób         | Skok                       |
| ------------------------------------------- | -------------------------------------------------- | -------------------------- | ------------- | -------------------------- |
| ♂ (n = 9) 150–169 mm; ♀ (n = 12) 145–168 mm | ♂ (n = 18) 148,5–204,3 g; ♀ (n = 24) 121,1–194,8 g | ♂ 220–247 mm; ♀ 220–245 mm | ♂♀ 30,5–41 mm | ♂ 30,5–42 mm; ♀ 34–39,5 mm |

Upierzenie dorosłych ptaków ciemnobrązowe na grzbiecie, szare na głowie, białawe na czole i gardle (głowę i gardło pokrywają płaskie, łuskowate, błyszczące niebiesko-czarne pióra). Skrzydła i kuper błyszcząco ciemnozielone do niebieskich, ogon czarniejszy z białymi końcówkami. Piersi kasztanowate, brzuch matowoczarny. Naga skóra wokół oczu, usiana małymi brodawkami, koloru czerwonego, tęczówki czerwone, dziób kremowo-płowy do brązowego, nogi szare. U osobników młodocianych większość głowy, skrzydeł i ciało koloru ciemnoczerwono-brązowego, dolna część grzbietu i zad połyskująco błękitnozielone, ogon szaro-czarny, z dużymi białymi końcówkami. Szyja ruda, tęczówki ciemnobrązowe, łuskowate pióra na głowie rozwijają się już, kiedy ptak ten ma nadal krótki ogon.

### Głos
Zarejestrowano różnego rodzaju odgłosy kukuły białolicej: gwizdy o metalicznej barwie brzmiące jak „kwizzzz-kid” lub „whizzzz-kid”, syczenie, dyszenie czy klikające dźwięki. W niewoli zarejestrowano chrapiące, nosowe „blaeaeae” lub ochrypłe „raeaeaeb”, słabsze „ptr” lub głębsze „krr” oraz wyższe „krii-aeae-aeaeae”.

## Ekologia

### Siedlisko i pokarm
Ptak osiadły, zamieszkujący lasy, zarówno pierwotne jak i wtórne, w tym lasy sosnowe, zazwyczaj wysoko wśród drzew, ale spotykany także wzdłuż zakrzaczonych cieków wodnych oraz w podszycie. Jeden z ptaków został złapany na ziemi w pułapkę zastawioną na ssaki. Na terenach nizinnych występuje do 2000 m n.p.m. Szczególnie liczna populacja w Sierra Madre występuje na wysokości 300–760 m n.p.m., z jednym zarejestrowanym przypadkiem występowania na wysokości 3500 m n.p.m. (Dalton Pass). Zwykle kukuła bialolica widywana jest pojedynczo lub w małych grupach, często w mieszanych stadach z innymi gatunkami ptaków. Lata słabo, ale na gałęziach porusza się szybko i zwinnie, podobnie do dużej wiewiórki.
Spożywa głównie owady, w tym gąsienice długości do 110 mm, stonogi, skorpiony, ślimaki, dżdżownice oraz małe węże i jaszczurki. Pokarm uzupełniany jest różnego rodzaju roślinnością, a także znane są przypadki chwytania małych ptaków wróblowych uwięzionych w siatkach ornitologicznych. Pokarm zdobywa głównie w dolnych warstwach lasu, wspinając się na winorośle długości 12 m, a nawet poluje w koronach drzew wysokich na 40 m, znajdujących się w wilgotnych lasach.

### Rozród
Rozród słabo poznany. Być może samica składa jaja w okresie od marca do maja (ustalone na podstawie obserwacji osobników młodocianych oraz powiększonych gonad u dorosłych ptaków), natomiast nie ma żadnych dowodów na rozród gromadzących się ptaków w okresie od maja do czerwca oraz wyklucia piskląt datowanych na kwiecień lub listopad. Gniazdo podobno kruche, zbudowane w kształcie spodka, umieszczone w gęstym podszycie lub wysoko na drzewie. Samica w niewoli składa 2–3 jaja, gdzie okres inkubacji trwał średnio 22 dni (z jaj nie wykluło się żadne młode).

## Status i ochrona
W Czerwonej księdze gatunków zagrożonych Międzynarodowej Unii Ochrony Przyrody (IUCN) został zaliczony do kategorii LC (Least Concern – najmniejszej troski). Liczebność populacji nie została oszacowana, ale ptak ten opisywany jest jako dość pospolity. Trend liczebności populacji oceniany jest jako spadkowy. Zagrożeniami dla gatunku mogą być dalsze niszczenie lasów, polowania i handel żywymi ptakami. Poszczególne populacje wymagają monitorowania.